# 曹进云
曹进云（1920年10月—1977年），男，上海人，中国电影摄影师，曾任八一电影制片厂故事片室摄影师。